# Les Croûtes
Les Croûtes település Franciaországban, Aube megyében. Lakosainak száma 96 fő (2022. január 1.). Les Croûtes Chessy-les-Prés, Courtaoult, Butteaux, Flogny-la-Chapelle, Percey és Soumaintrain községekkel határos.

## Népesség
A település népessége az elmúlt években az alábbi módon változott:
| Lakosok száma | 134  | 114  | 114  | 105  | 108  | 104  | 97   | 93   | 92   | 96   |
|               | 1968 | 1982 | 1990 | 2006 | 2013 | 2015 | 2017 | 2019 | 2020 | 2022 |